# Bahnhof Schwelm
Der Bahnhof Schwelm ist der wichtigste Bahnhof im Gebiet der Kreisstadt Schwelm. Hier halten heute sämtliche Regional-Express- und S-Bahn-Züge, die Züge des Schienenpersonenfernverkehrs fahren durch.

## Geschichte
Der Bahnhof wurde 1847 von der Bergisch-Märkischen Eisenbahn-Gesellschaft eröffnet und liegt an der Bahnstrecke Elberfeld–Dortmund. Seit seiner Einweihung wurde der Bahnhof mehrmals umgebaut, erstmals im Jahr 1865. 1902 erhielten die Bahnsteige eine Überdachung und am 8. November desselben Jahres wurde eine Unterführung zum zweiten Bahnsteig fertig gestellt. 1934 wurde Schwelm Eisenbahnknotenpunkt, als die von der Deutschen Reichsbahn gebaute Bahnstrecke Witten–Schwelm eröffnet wurde.
1988 wurde der Bahnhof an das Netz der S-Bahn Rhein-Ruhr angeschlossen, die Linie S 8 von Hagen über Wuppertal nach Mönchengladbach und die Linie S 9 Hagen – Wuppertal – Essen – Bottrop – Gladbeck – Recklinghausen halten hier. Dafür wurde in den 1980er Jahren durch die Deutsche Bundesbahn ein Überwerfungsbauwerk gebaut: Die von Wuppertal bis Schwelm parallel zur Fernbahnstrecke verlaufenden S-Bahn-Gleise unterqueren diese Strecke in Fahrtrichtung Hagen unmittelbar hinter dem Bahnhof Schwelm, ab hier nutzt die S-Bahn bis Gevelsberg West die Gleise der heute teilweise stillgelegten Bahnstrecke Witten–Schwelm.

## Bauliche Gegebenheiten

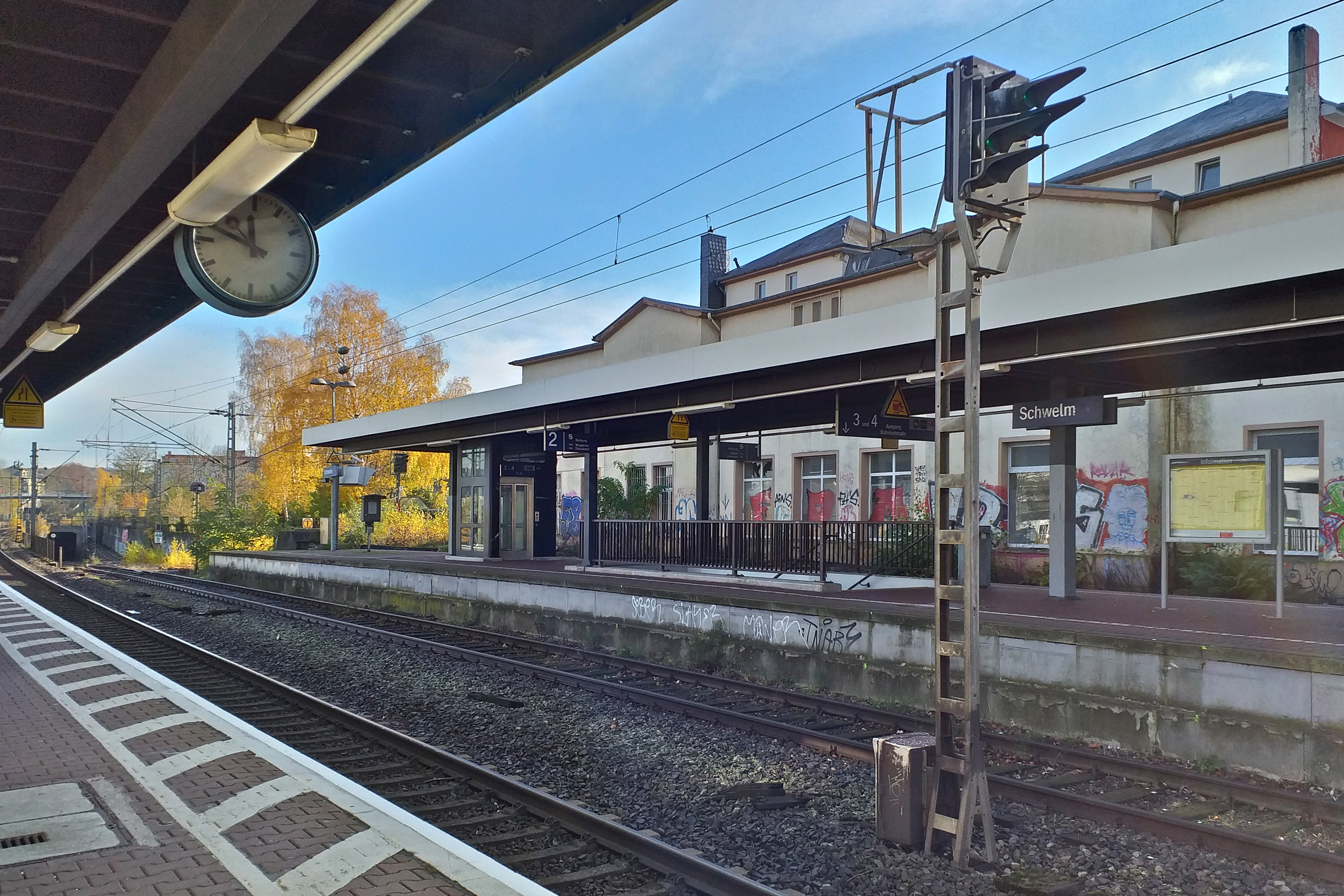
Auf dem Bahnsteig

Der Bahnhof verfügt über vier Personengleise, die über zwei Mittelbahnsteige erschlossen werden. Die S-Bahn-Züge der Linien S 8 und S 9 halten an den Gleisen 1 und 2, die Züge der Regional-Express-Linien RE 4 (Wupper-Express), RE 7 (Rhein-Münsterland-Express) und RE 13 (Maas-Wupper-Express) nutzen die Gleise 3 und 4, die auch von den durchfahrenden Fernzügen benutzt werden. Seit 2022 sind beide Bahnsteige per Aufzug barrierefrei erreichbar.
Abgesehen von Fahrkartenautomaten können Fahrkarten nur noch im VER-Kundencenter auf dem Bahnhofsplatz gekauft werden.

## Stellwerk

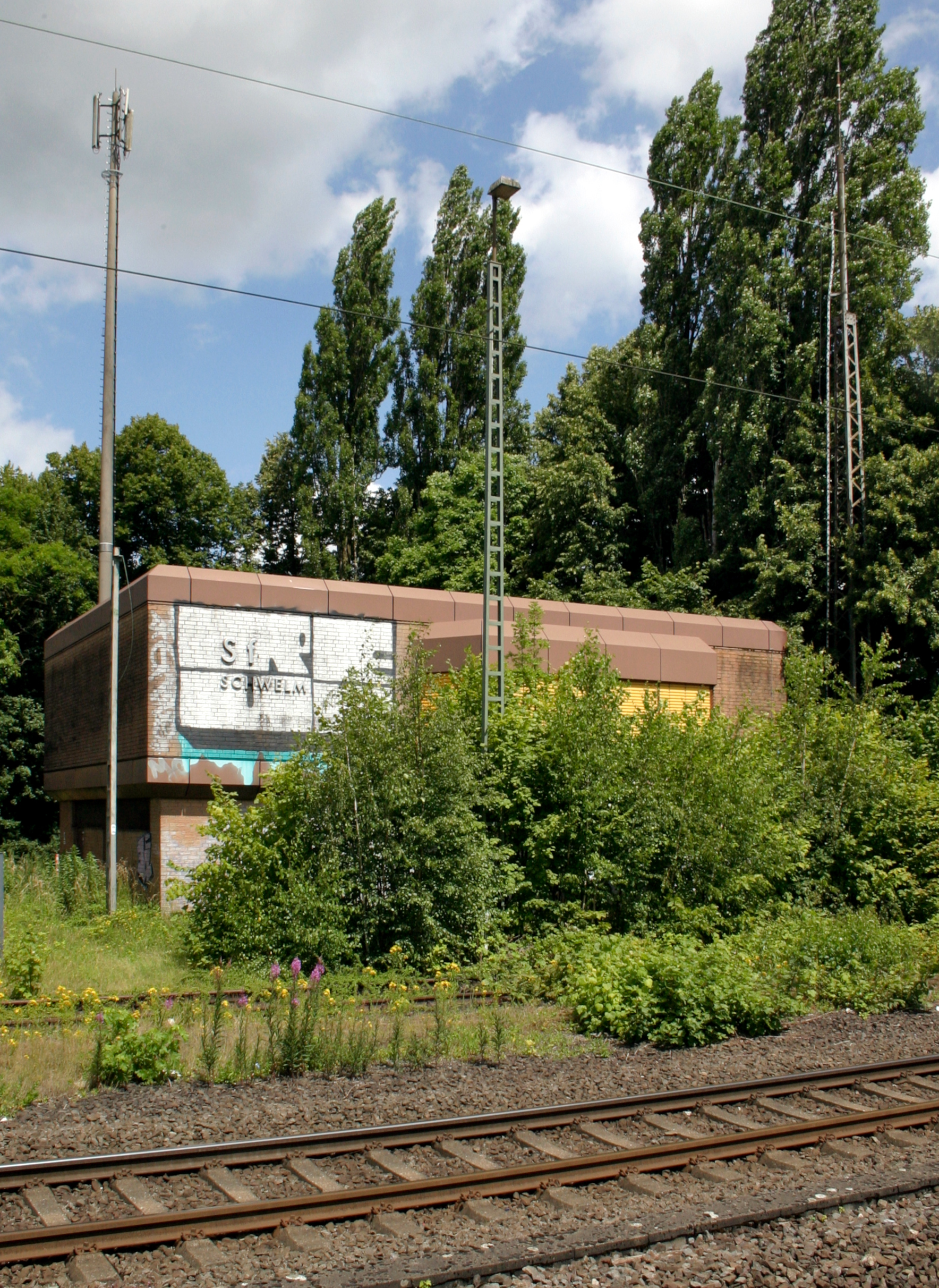
Stellwerk Schwelm

Das Stellwerk Sf (Schwelm Bf, Fahrdienstleiter) vom Typ Sp Dr S 600 steuert die Bahnhöfe Schwelm und Gevelsberg West. Es ist nicht örtlich besetzt, sondern wird vom Stellwerk Of (Wuppertal-Oberbarmen, Fahrdienstleiter) am Bahnhof Wuppertal-Oberbarmen ferngesteuert.

## Betrieb

### Schienenpersonennahverkehr
Die in Schwelm haltenden Personenzüge der Linie S 8 werden derzeit von der DB Regio NRW GmbH im Rahmen eines Verkehrsvertrages mit dem Verkehrsverbund Rhein-Ruhr (VRR) betrieben.
Die Linie RE 13 wird seit dem Fahrplanwechsel im Dezember 2009 für 16 Jahre von der Eurobahn betrieben, die die Linie nach EU-weiter Ausschreibung gewonnen hatte.
Die Linie RE 7 wurde 2015 ausgeschrieben, hier gewann National Express die Ausschreibung und konnte den Betrieb im Dezember 2015 mit Zügen des Typs Bombardier Talent 2 aufnehmen.
Seit dem Fahrplanwechsel 2020/2021 wird auch die Linie RE 4 nach der ebenfalls durch National Express gewonnenen Ausschreibung von diesem Unternehmen im Rahmen des Rhein-Ruhr-Express-Vorlaufbetriebes mit Fahrzeugen der Bauart Siemens Desiro HC betrieben.
Im Rahmen der Mittelkürzungen für den Schienenpersonennahverkehr musste der VRR die Leistungen kürzen. Die S 8 endete seit dem Fahrplanwechsel im Dezember 2007 einmal pro Stunde am Bahnhof Schwelm. Seit dem Fahrplanwechsel im Dezember 2009 endet sie einmal pro Stunde bereits in Wuppertal-Oberbarmen, so dass sich in Schwelm ein 20/40-Minuten-Takt der S 8 ergibt.
Seit Mai 2020 fährt die Linie S 8 im Stundentakt bis nach Hagen, allerdings verkehrt seitdem die Linie S 9, ebenfalls im Stundentakt, dorthin, womit es auf diesem Abschnitt weiterhin zwei Fahrten pro Stunde gibt. Als Direktverbindung wurde dadurch in Gegenrichtung Recklinghausen Hbf über Wuppertal, Velbert, Essen, Bottrop und Gladbeck erschlossen.
| Linie | Linienverlauf | Takt   | Betreiber        | Gleis |
| ----- | --- | ------ | ---------------- | ----- |
| RE 4  | Wupper-Express: Aachen Hbf – Aachen Schanz – Aachen West – Herzogenrath – Kohlscheid (einzelne Züge) – Übach-Palenberg – Geilenkirchen – Lindern – Hückelhoven-Baal – Erkelenz – Rheydt Hbf – Mönchengladbach Hbf – Neuss Hbf – Düsseldorf-Bilk – Düsseldorf Hbf – Wuppertal-Vohwinkel – Wuppertal Hbf – Wuppertal-Barmen – Wuppertal-Oberbarmen – Schwelm – Ennepetal (Gevelsberg) – Hagen Hbf – Wetter (Ruhr) – Witten Hbf – Dortmund Hbf Stand: Fahrplanwechsel Dezember 2023 | 60 min | National Express | 3/4   |
| RE 7  | Rhein-Münsterland-Express: Rheine – Emsdetten – Greven – Münster Hbf – Münster-Hiltrup – Drensteinfurt – Hamm (Westf) Hbf – Bönen – Unna – Holzwickede – Schwerte – Hagen Hbf – Ennepetal (Gevelsberg) – Schwelm – Wuppertal-Oberbarmen – Wuppertal Hbf – Solingen Hbf – Opladen – Köln Messe/Deutz – Köln Hbf – Dormagen – Neuss Hbf – Meerbusch-Osterath – Krefeld-Oppum – Krefeld Hbf Stand: Fahrplanwechsel Dezember 2023 | 60 min | National Express | 3/4   |
| RE 13 | Maas-Wupper-Express: Venlo – Kaldenkirchen – Breyell – Boisheim – Dülken – Viersen – Mönchengladbach Hbf – Neuss Hbf – Düsseldorf-Bilk – Düsseldorf Hbf – Wuppertal-Vohwinkel – Wuppertal Hbf – Wuppertal-Barmen – Wuppertal-Oberbarmen – Schwelm – Ennepetal (Gevelsberg) – Hagen Hbf – Schwerte (Ruhr) – Holzwickede – Unna – Bönen – Hamm (Westf) Hbf Stand: Fahrplanwechsel Dezember 2023 | 60 min | eurobahn         | 3/4   |
| S 8   | Hagen Hbf – HA-Wehringhausen – HA-Heubing – HA-Westerbauer – Gevelsberg-Knapp – Gevelsberg Hbf – Gevelsberg-Kipp – Gevelsberg West – Schwelm – Schwelm West – W-Langerfeld – W-Oberbarmen – W-Barmen – W-Unterbarmen – Wuppertal Hbf – W-Steinbeck – W-Zoologischer Garten – W-Sonnborn – W-Vohwinkel – Haan-Gruiten – Hochdahl-Millrath – Hochdahl – Erkrath – D-Gerresheim – D-Flingern – Düsseldorf Hbf – D-Friedrichstadt – D-Bilk – D-Völklinger Straße – D-Hamm – NE Rheinpark-Center – NE Am Kaiser – Neuss Hbf – Büttgen – Kleinenbroich – Korschenbroich – MG-Lürrip – Mönchengladbach Hbf Stand: Fahrplanwechsel Dezember 2023                                | 60 min | DB Regio         | 1/2   |
| S 9   | Recklinghausen Hbf – Herten (Westf) – Gladbeck West – Bottrop-Boy – Bottrop Hbf – E-Dellwig Ost – E-Gerschede – E-Borbeck – E-Borbeck Süd – Essen West – Essen Hbf – E-Steele – E-Überruhr – E-Holthausen – E-Kupferdreh – Velbert-Nierenhof – Velbert-Langenberg – Velbert-Neviges – Velbert-Rosenhügel – Wülfrath-Aprath – W-Vohwinkel – W-Sonnborn – W-Zoologischer Garten – W-Steinbeck – Wuppertal Hbf – W-Unterbarmen – W-Barmen – W-Oberbarmen – W-Langerfeld – Schwelm West – Schwelm – Gevelsberg West – Gevelsberg-Kipp – Gevelsberg Hbf – Gevelsberg-Knapp – HA-Westerbauer – HA-Heubing – HA-Wehringhausen – Hagen Hbf Stand: Fahrplanwechsel Dezember 2023 | 60 min | DB Regio         | 1/2   |

### Öffentlicher Personennahverkehr
Der Bahnhof Schwelm ist ein wichtiger Knotenpunkt für den öffentlichen Personennahverkehr. Hier verkehrt die Schnellbuslinie SB 37 zum S-Bf. Hattingen Mitte und nach Bochum Hauptbahnhof, die gemeinsam von der Verkehrsgesellschaft Ennepe-Ruhr (VER) und der Bogestra betrieben wird. Außerdem halten hier die Stadtbuslinien 550, 556, 557, 565, 566, 568 und 586 der VER sowie die Linie 608, die gemeinsam von der VER und den Wuppertaler Stadtwerken betrieben wird.
| Linie | Verlauf | Takt (Mo–Fr)                                                   | Betreiber      |
| ----- | --- | -------------------------------------------------------------- | -------------- |
| SB37  | Bochum Hbf – Schauspielhaus – Bochum-Wiemelhausen – Bochum-Stiepel – Hattingen-Welper – Hattingen Mitte – Niedersprockhövel Kirche – Haßlinghausen Busbahnhof – Schwelm Bf – Ennepetal Busbahnhof | 60 min                                                         | Bogestra / VER |
| 550   | Breckerfeld-Wengeberg / Heider Kopf – Breckerfeld Busbahnhof – Ennepetal, Voerde Mitte – Ennepetal Busbahnhof – Schwelm, Kreishaus – Schwelm Bf                                                   | 30 min                                                         | VER            |
| 556   | Gevelsberg-Knapp – Gevelsberg Hbf – Ennepetal, Büttenberger Straße – Schwelm, HELIOS Klinikum – Schwelm, Kreishaus – Schwelm Bf – Schwelm, Blücherstraße                                          | 60 min                                                         | VER            |
| 557   | Schwelm, Blücherstraße – Schwelm Bf – Sprockhövel, Stefansbecke – Sprockhövel-Haßlinghausen Busbahnhof                                                                                            | 60 min                                                         | VER            |
| 565   | Schwelm Bf – Ennepetal-Schlagbaum | fährt nur wenige Male am Tag, Umstieg in Richtung Radevormwald | VER            |
| 566   | Ennepetal-Oelkinghausen – Schwelm Bf – Schwelm-Göckinghof | 60 min                                                         | VER            |
| 568   | Schwelm, Realschule – Schwelm Bf – Schwelm, Oberloh | 30 min                                                         | VER            |
| 586   | Schwelm, Blücherplatz – Schwelm Bf – Schwelm, Papierfabrik | nur Schulfahrten                                               | VER            |
| 608   | Ennepetal Busbahnhof – Schwelm, HELIOS-Klinikum – Schwelm, Kreishaus – Schwelm Bf – Wuppertal, Dieselstraße – Wuppertal-Oberbarmen Bahnhof – Wuppertal-Barmen Bahnhof                             | 30 min                                                         | VER / WSW      |
| NE4   | Bochum Hbf – Wiemelhausen – Stiepel – HAT-Welper – Hattingen Mitte – Niedersprockhövel Kirche – Haßlinghausen Busbahnhof - Schwelm Bf                                                             | 60 min                                                         | Bogestra / VER |